# کانیتشکی
کانیتشکی (به چکی: Kaničky) یک منطقهٔ مسکونی در جمهوری چک است که در ناحیه دوماژلیتسه واقع شده‌است. کانیتشکی ۱٫۴۹ کیلومتر مربع مساحت و ۳۶ نفر جمعیت دارد و ۴۴۶ متر بالاتر از سطح دریا واقع شده‌است.